# Dominique Ponnau
Pour les articles homonymes, voir Ponnau.
Dominique Ponnau, né le 24 juin 1937 à Vannes (Morbihan) et mort le 7 avril 2024 à Paris,, est un historien de l'art, conservateur général du patrimoine honoraire, directeur honoraire de l'École du Louvre.

## Biographie
Normalien (L1958), agrégé des lettres classiques, après un bref passage à l'Université comme assistant d'André Chastel, Dominique Ponnau est nommé directeur du Centre de civilisation française de Varsovie. Enseignant à la faculté des lettres de Lyon, il devient conseiller technique auprès des ministres chargés des affaires culturelles : Edmond Michelet et Jacques Duhamel. Chef de l'inspection générale des Musées classés et contrôlés (1972-1977), il y conduit à terme de grands chantiers muséographiques (musées des beaux-arts de Quimper, du Petit Palais à Avignon, du musée Bonnat, etc.).
Nommé directeur des études de l'École du Louvre (1978-1981) il en devient le directeur en 1982. Il y mène un large projet de rénovation et de valorisation marqué notamment par l'inauguration en 1998 de l'école dans ses nouveaux locaux de l'aile de Flore du palais du Louvre. Son action a également porté sur la professionnalisation de l’enseignement, la mise en place d’un réseau international d’études et d’échanges, sur le développement de cours en régions et d’une politique de colloques scientifiques et d’édition.
Il a également été président du Centre européen d'art sacré (1978-1986) et président de la Commission pour la sauvegarde et l’enrichissement du patrimoine cultuel (1980-2005).

## Publications
- T'ang Haywen - Soixante dix lavis, acryliques et aquarelles, Dominique Ponnau et Jean-Paul Desroches, coédition des musées de Quimper et Vitré (1983)
- Caravage, une lecture ; éditions du Cerf (1993).  (ISBN 220404749X)
- Forme et sens : la formation à la dimension religieuse du patrimoine culturel ; Direction scientifique : Dominique Ponnau ; Actes de colloque ; éditions La documentation française (1997)
- Figures de Dieu, la bible dans l'art ; éditions Textuel (1999)
- Les propos sur la peinture du moine Citrouille-amère (préface), éd. Hermann, 2000, 262 p.,  (ISBN 978-2-7056-5982-0)
- Dieu en ses anges ; Dominique Ponnau, Erich Lessing ; éditions du Cerf (2000).  (ISBN 2204063479)
- Art et culture religieuse aujourd'hui ; Sous la direction de Dominique Ponnau ; Actes du colloque international Intelligence de l'art et culture religieuse aujourd'hui ; coéditions Le Monde de la Bible, La Croix, CNDP, EDL (2003)
- La beauté pour sacerdoce ; éditions Les Presses de la Renaissance (2004)
- Miserere ; Dominique Ponnau, Georges Rouault, Jean-Louis Losi, Frédéric Chercheve-Rouault, Jacques Maritain ; éditions du Cerf (2004). (ISBN 2204073601)
- L'Europe et le fait religieux ; Dominique Ponnau, Vincent Aucante, Olivier Abel, René Rémond, Paul Poupard, Nikita Struve (ru), Régis Debray, Guy Coq, Philippe Chenaux, Blandine Kriegel, Michel Rouche, Bernard Ardura, Jean-Paul Willaime, Guy Braibant, Franck Fregos, Michel Barat, Emile Poulat, Jean-Yves Calvez ; éditions Parole et silence (2004)
- Abbayes et monastères aux racines de l'Europe ; Dominique Ponnau, Bernard Ardura, Anna Benvenuti, Simone Borchi, Antonio Cadei, Hubert Collin, Claire Delmas, Pasquale Iacobone, Jean-Loup Lemaitre, Dan Mohanu, Paul Poupard, Marina Righetti Tosti-Croce, Renato Stopani, François-Charles Uginet ; éditions du Cerf (2004).  (ISBN 2204068284)
- Henri Guérin, l'œuvre vitrail ; Dominique Ponnau (préface), Sophie Guérin-Gasc ; éditions Privat (2005)
- Trésors de ferveurs. Reliquaires à papiers roulés des XVIIe, XVIIIe et XIXe siècles ; Dominique Ponnau, Nicole Courtine, Bernard Berthod, Gérard Monthel ; éditions Association Trésors de ferveur (2005)
- Giotto (avec Éloi Leclerc), Ars Latina, 2006, 128 p.,  (ISBN 978-2-9102-6012-5)
- Célébration de la gratitude ; Dominique Ponnau; éditions Les Presses de la Renaissance (2008).  (ISBN 2750901871)
- Labours sur la mer. Questions autour de notre héritage culturel et spitituel ; Dominique Ponnau ; éditions Parole et silence (2010)
- L'écarlate et la blancheur : Plaidoyer pour l’espérance en des temps incertains ; Dominique Ponnau ; éditions Salvator (2011)
- Le difficile inconnaissable, in Area Revue n° 25, page 171 sq., entretien avec Brigitte Gilardet, 2011
- L'art actuel dans l'Église, éd. Ereme, 2013,  (ISBN 978-2-9153-3778-5)
- Le ciel indifférent, éd. Ginkgo, 2014, 144p.  (ISBN 978-2-8467-9240-0)
- France, réponds à ma triste querelle, Salvator, 2014  (ISBN 978-2-7067-1149-7)[6]
- Jean Baptiste : La gloire de l'effacement, Salvator, 2015, 172 p.,  (ISBN 978-2-7067-1319-4)
- Présence de solitudes, éd. Ginkgo, 2017, 128 p.,  (ISBN 978-2-8467-9282-0)
- Saint Joseph ou la vérité du songe, Artège, 2018, 192 p.  (ISBN 979-1-0336-0563-8)

## Décoration
- Commandeur de l'ordre des Arts et des Lettres. Il est fait commandeur le 19 février 1993[7]